# Octavio Viñals
Octavio César Viñals González (n. Castellón de la Plana, España; 19 de agosto de 1970) fue un futbolista español que se desempeñaba como centrocampista.
Con 431 partidos jugados en el CD Numancia, es el jugador que más partidos ha disputado en el club soriano, jugando en primera, segunda y segunda división B.

## Clubes
| Club         | País   | Año         |
| ------------ | ------ | ----------- |
| CD La Plana  | España | 1988 - 1991 |
| CD Castellón | España | 1989 - 1991 |
| UD Alzira    | España | 1990 - 1991 |
| CD Numancia  | España | 1991 - 2004 |